# Атсонупури
Атсонупури (айнск. отдельно стоящий) — действующий вулкан на острове Итуруп Большой Курильской гряды.
Стратовулкан типа сомма-везувий («вулкан в вулкане»). Высота 1206 м. Расположен в центральной части острова; образует выдающийся в Охотское море полуостров Атсонупури.
Последнее извержение в 1932 г.
В Японии этот вулкан иногда называют «Фудзи Эторофу».